# Kalle Svensson
Kalle Svensson   (Kviinge church parish, 11 de novembre de 1925 - 15 de juliol de 2000) fou un futbolista suec de la dècada de 1950.
Fou 73 cops internacional amb la selecció sueca amb la qual participà en la Copa del Món de Futbol de 1950 i 1958 i als Jocs Olímpics d'Estiu de 1948 i 1952.
Pel que fa a clubs, defensà els colors de Kullavägens BK, Helsingborgs IF, Gunnarstorps IF i Helsingborgs IF.

## Referències

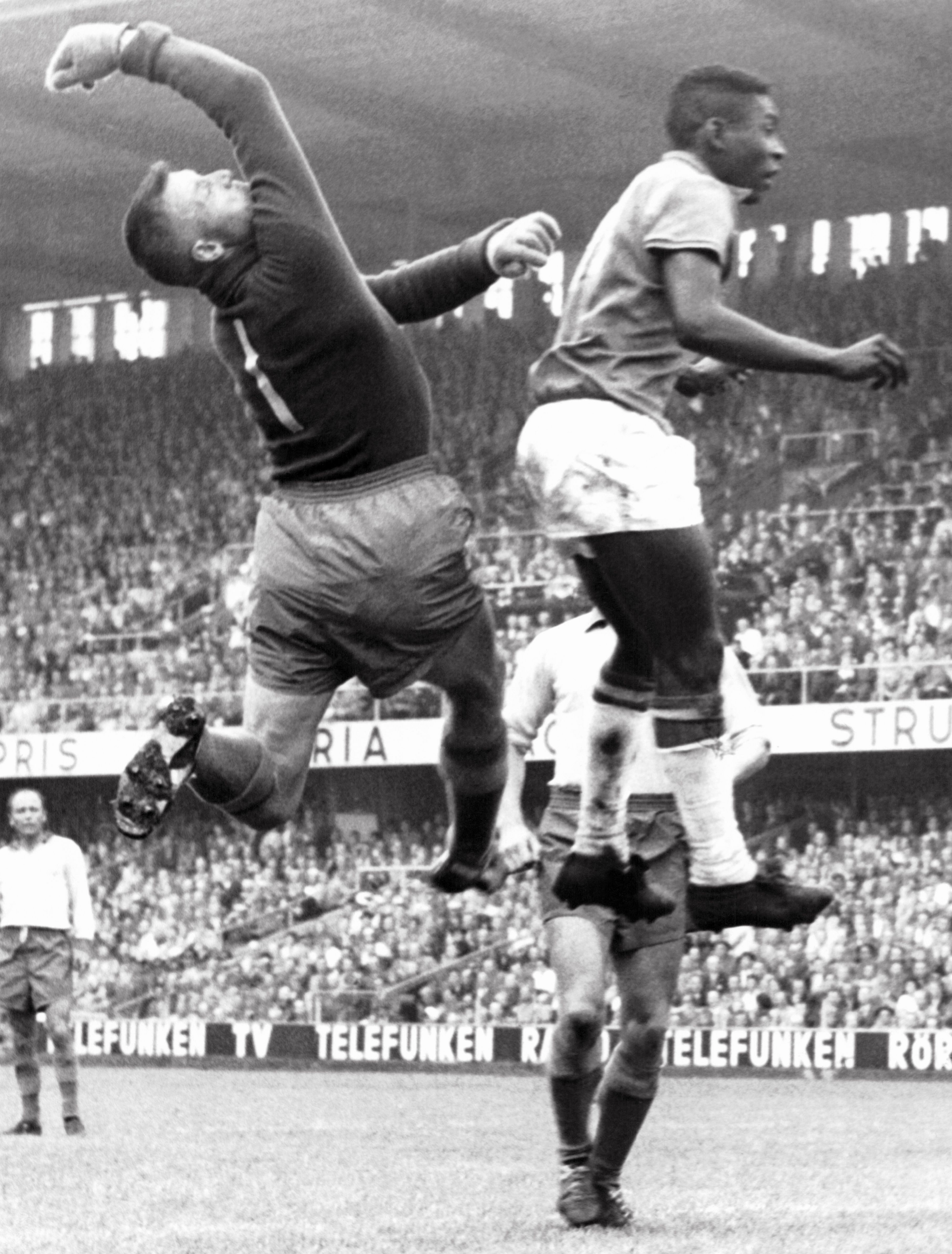
Svensson (esquerra) i Pelé (dreta).